# Bauhilfsstoff
Als Bauhilfsstoffe werden im Bauwesen Hilfsmittel bezeichnet, die zur Herstellung eines Bauwerks verwendet werden, jedoch nicht darin verbleiben. Zu den Bauhilfsstoffen zählen alle Arten von Schalungen, Traggerüste, Schutz- und Arbeitsgerüste sowie Verbaumaterialien.
In der Baugeräteliste bilden die Bauhilfsstoffe eine eigene Gerätehauptgruppe (siehe dort unter U – Schalungen und Rüstungen).